# Yūji Mizuno
Yūji Mizuno (水野悠司?, Mizuno Yūji; ...) è un ex giocatore di football americano giapponese che ha giocato come tight end.

## Palmarès
- 5 Rice Bowl (Fujitsu Frontiers, 2016, 2017, 2018, 2019, 2021)